# Сирикли (Красноармейский район)
Си́рикли (чув. Çирӗклӗ) — деревня в Красноармейском муниципальном округе (до 2021 года — Красноармейский район) Чувашской Республики, входит в состав Исаковского сельского поселения.

## География
Расстояние до столицы республики, города Чебоксары, составляет 65 км, до центра муниципального округа, села Красноармейское, — 9 км, до железнодорожной станции — 26 км. Деревня расположена на берегах реки Малая Шатьма. 
Часовой пояс
Деревня Сирикли, как и вся Чувашская Республика, находится в часовой зоне МСК (московское время). Смещение применяемого времени относительно UTC составляет +3:00.
Административно-территориальная принадлежность
В составе: Убеевской волости Ядринского уезда (до 1 июля 1922 года), Убеевской волости Цивильского уезда (до 1 октября 1927 года). С 1 октября 1927 года — в Цивильском, с 1 марта 1935 года — в Траковском, с 16 августа 1940 года — в Красноармейском районе, с 20 декабря 1962 года — вновь в Цивильском районе, с 3 ноября 1965 года — вновь в составе Красноармейского района:234. 

Сельские советы: с 1 октября 1927 года — Шупосинский, с 27 марта 1951 года — Яманакский, с 12 апреля 1960 года — Караевский, с 29 ноября 1969 года — Яманакский:234.

## История
Деревня появилась в XIX — начале XX века как околоток деревни Байгулова (ныне не существует). Жители до 1866 года — государственные крестьяне; занимались земледелием, животноводством. В 1933 году образован колхоз «Байгул». 

По состоянию на 1 мая 1981 года населённые пункты Яманакского сельского совета (в том числе деревня Сирикли) — в составе колхоза «Красное Сормово»:92.
Религия
По состоянию на конец XIX — начало XX века жители деревни Сирики, околотка Байгулова, были прихожанами Введенской церкви села Малая Шатьма (Исаково) (церковь каменная, построена в 1890 году вместо прежней деревянной, двухпрестольная, главный престол — в честь введения во храм Пресвятой Богородицы; закрыта в 1935 году, не сохранилась).

## Название
Название произошло от чув. ҫирӗк «ольха».
Историческое и прежние названия
Историческое название — Сириков. Прежние: Сириклей (1897), Сирики (1904), Çирӗклӗ Шетмӗ (1923)

## Население
| 2010 | 2012 |
| ---- | ---- |
| 167  | ↗202 |

В 1859 году в околотке Сирикли (при речке Сирикли) деревни Байгулова (Яманаки) Ядринского уезда насчитывалось 30 дворов, 197 мужчин, 199 женщин, казённых крестьян.

Согласно переписи населения 1897 года в деревне Сириклей Байгуловского общества Убеевской волости Ядринского уезда проживали 456 человек, чуваши.

В 1907 году население деревни Сирикли Убеевской волости Ядринского уезда составляло 486 человек, чуваш.

По данным Всероссийской переписи населения 2002 года в деревне Сирикли Яманакского сельского совета проживали 199 человек, преобладающая национальность — чуваши (99%).

## Инфраструктура
Функционирует ООО «Красное Сормово» (по состоянию на 2010 год). Имеется магазин.
Памятники и памятные места
Парк Победы.

## Уроженцы
- Васильев Прокопий Васильевич (1903, Сирикли, Ядринский уезд — 1974, Москва) — экономист, доктор экономических наук (1943), один из организаторов первого в стране научного центра по лесу — Института леса АН СССР. Заслуженный деятель науки РСФСР. Награждён орденом «Знак Почёта».
- Мĕтри Ваçлейĕ[чуваш.] (псевдоним, настоящие фамамилия, имя, отчество Дмитриев Василий Дмитриевич) (1906, Сирикли, Ядринский уезд — 1977, Ленинград) — поэт, прозаик, физиолог, кандидат биологических наук (1951), участник Великой Отечественной войны (1944—1945)[16].
- Юрьев (Нямань) Михаил Иванович[чуваш.] (1910, Сирикли, Ядринский уезд — 1980, Чебоксары) — поэт, драматург, литературный критик, библиограф, журналист, переводчик. Участник Великой Отечественной войны (1941—1945). В 1946—1973 годах главный редактор Чувашского республиканского радиоинформационного комитета, заместитель редактора газеты «Молодой коммунист», заведующий отделом, ответственный секретарь газеты «Коммунизм ялавĕ». Отец Э.М. Юрьева. Заслуженный работник культуры Чувашской АССР (1968). Награждён орденом «Знак Почёта»[17].

## Прочее
Художник Э.М. Юрьев создал серию живописных работ «Сирикли — родина художника» (1990).